# Коста дел Гаварно (Бергамо)
Коста дел Гаварно је насеље у Италији у округу Бергамо, региону Ломбардија.
Према процени из 2011. у насељу је живело 29 становника. Насеље се налази на надморској висини од 473 м.